# Haus Bastian

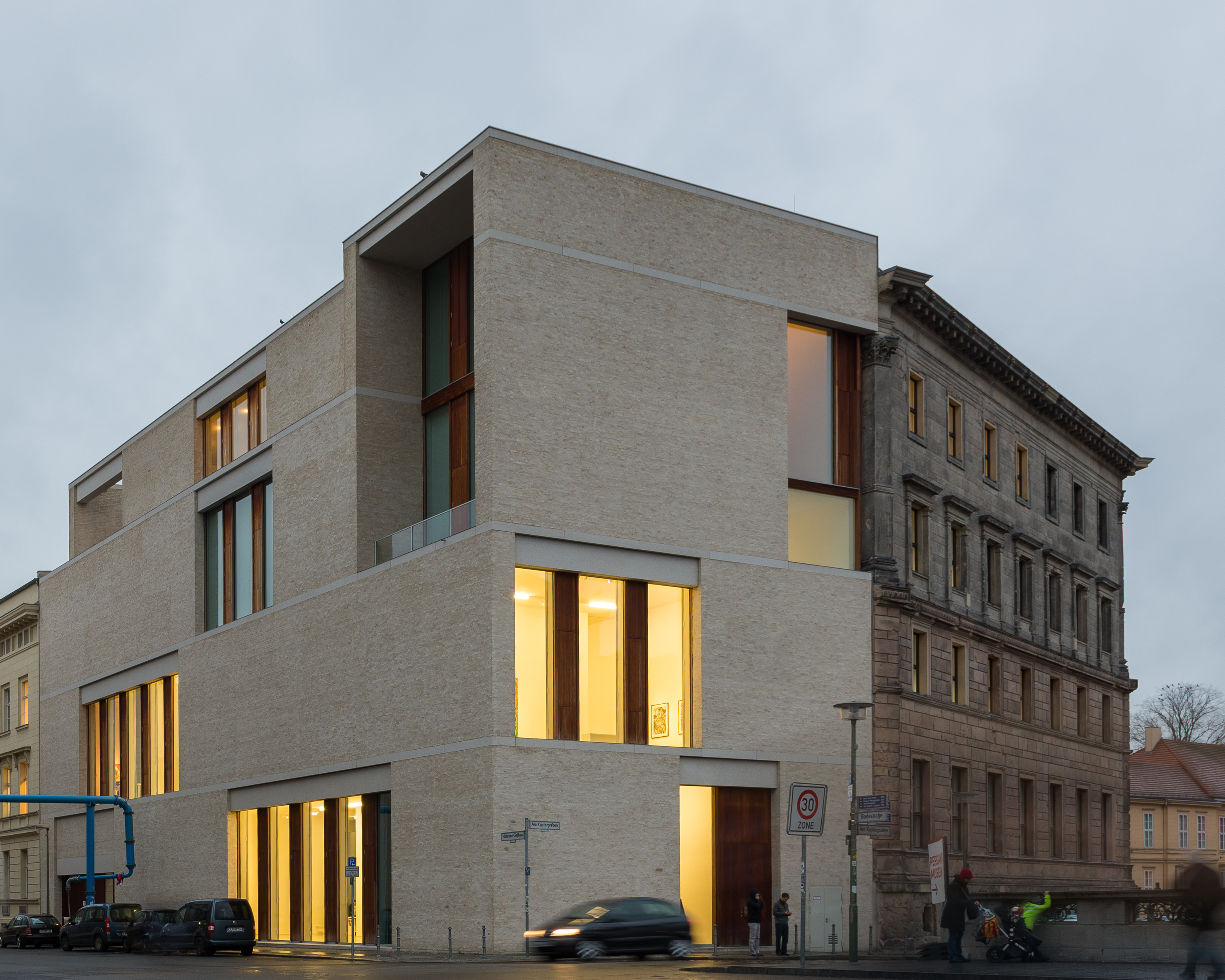
Haus Bastian

Haus Bastian ist ein Gebäude nahe der Museumsinsel am Kupfergraben in Berlin. Es wurde als private Kunstgalerie von Heiner Bastian nach den Plänen von David Chipperfield erbaut. Seit 2019 wird es von den Staatlichen Museen zu Berlin als Bildungszentrum genutzt.

## Geschichte
Haus Bastian wurde ab 2004 erbaut und 2007 fertiggestellt. Für die Kunstgalerie sendeten viele Architekten ihre Entwürfe ein. Unter ihnen waren auch Peter Zumthor, Hans Kollhoff und Frank Gehry. Der endgültige Entwurf stammte jedoch von David Chipperfield. Nach der Fertigstellung wurde das Gebäude 2007 mit einer Ausstellung mit Kunstwerken von Damien Hirst, gefolgt von Jonathan Meese, eröffnet. Das Vorgängerbauwerk wurde im Zweiten Weltkrieg zerstört. Ursprünglich sollte das Gebäude bereits 2016 an die Stiftung Preußischer Kulturbesitz verschenkt werden. Bereits am 28. September 2017 wurde die Schenkung von Haus Bastian bekannt gegeben. Bis 2019 wurde Haus Bastian als private Galerie der Familie Bastian genutzt. Am 12. März 2019 wurde das Gebäude an die Stiftung Preußischer Kulturbesitz verschenkt. Das Bildungszentrum im Haus Bastian wurde am 31. August 2019 eröffnet.

## Beschreibung
Das Gebäude wurde von dem englischen Architekten David Chipperfield erbaut, der gegenüber auch die James-Simon-Galerie erbaut hat. Die Innenräume haben insgesamt 2000 Quadratmeter Fläche. Der heutige Bau entspricht mit seiner Grundriss und Höhe etwa die Dimensionen dieses Vorgängergebäudes. Als Baumaterial wurden Abbruchziegel verwendet, die durch eine Betonkonstruktion gestützt werden. Die Innenräume sind 5,50 Meter hoch und sollen durch große Fenster mit Licht geflutet werden. Insgesamt hat das Gebäude vier Geschosse. Nach der Schenkung 2019 wurde das Innere neu gestaltet. Dabei entstand ein kreatives neues Raumkonzept. In jedem der vier Geschosse befinden sich Lern-, Erlebnis- und Kommunikationsräume zu unterschiedlichen Themen.

## Auszeichnungen
- BDA-Preis Berlin 2009

- Nominierung für den BDA-Architekturpreis „Nike“ 2010 für Detailvollkommenheit[8]